# جیمز گریوز (تیرانداز ورزشی)
جیمز گریوز (انگلیسی: James Graves؛ زادهٔ march ۲۷, ۱۹۶۳ (۶۱ سال)) ورزشکار ورزش تیراندازی اهل ایالات متحده آمریکا است.
وی در مسابقات کشوری و بین‌المللی در مجموع برندهٔ ۱ مدال برنز شده‌است.